# Не тот человек (фильм, 1956)
«Не тот человек» (англ. The Wrong Man) — криминальная драма-нуар Альфреда Хичкока, основанная на известном нью-йоркском уголовном деле контрабасиста из Квинса Кристофера Эммануила Балестреро (29 сентября 1909 — 27 февраля 1998) (отца промышленного инженера Грегори Балестреро), арестованного 13 января 1953 года, когда двое служащих страховой компании указали на него как на человека, который до этого дважды ограбил их кассу на сумму в общей сложности в 271 доллар. В действительности оба грабежа совершил безработный пластмассчик Чарльз Джеймс Дэниэл, который внешне оказался поразительно похож на Балестреро. Во время судебного следствия над Балестреро он случайно попался на другом преступлении, после чего полиция обратила внимание на его внешность, и на допросе Дэниэл во всём признался (в том числе и в ещё 40 грабежах), после чего Балестреро был полностью оправдан и отпущен (Дэниэл признался, что знал о том, что Балестреро арестован за его преступления, и утверждал, что если бы того окончательно признали виновным, то он, Дэниэл, тогда явился бы с повинной). После этого Балестреро предъявил городским властям и страховой компании иски на 500 тысяч долларов за незаконное задержание, но в итоге согласился во внесудебном порядке всего на 7 тысяч.
История Балестреро легла в основу книги Максвелла Андерсона «Правдивая история Кристофера Эммануэля Балестреро» (англ. The True Story of Christopher Emmanuel Balestrero) и статьи Герберта Брина «Дело идентичности» в номере журнала Life от 29 июня 1953 года. Балестреро продал все права на экранизацию его истории за 22 тысячи долларов и в целом остался доволен фильмом.
Премьера фильма состоялась 22 декабря 1956 года в Нью-Йорке.

## Сюжет
Кристофер «Мэнни» Балестреро играет на контрабасе в клубе «Сток». Кроме того, Мэнни часто делает ставки на лошадей на страницах спортивной газеты, но, несмотря на скромный доход от работы контрабасистом в ансамбле, не решается сделать ставку «настоящими» деньгами.
Жена Мэнни, Роуз, не может спать из-за сильной зубной боли. Лечение у дантиста стоит около 300 долларов, что несоизмеримо с доходами Кристофера, тем более что у них двое маленьких сыновей.
Мэнни решает заложить страховой полис жены и идёт в страховое агентство. Сотрудницы агентства опознают в нём преступника, ограбившего их накануне, и сообщают в полицию. Вскоре Кристофера задерживают по дороге домой, не дав ничего сообщить родным.
Следователи решают поочередно посетить все магазины, в ограблении которых подозревается Балестреро, и, таким образом, провести опознание. После этого Мэнни допрашивают в полицейском участке. В ходе допроса следователи просят Кристофера написать текст, который писал грабитель печатными буквами в записке. Мэнни не только имеет похожую манеру письма, но и делает такую же орфографическую ошибку: вместо слова «drawer» пишет «draw».
После опознания свидетелями в участке у Мэнни снимают отпечатки пальцев, фотографируют и сажают в камеру.
В последних минутах фильма подлинного преступника ловят случайно, из-за стечения обстоятельств. Однако жена главного героя, переживая депрессию, не выходит из клиники в течение 2 лет.

## В ролях
- Генри Фонда — Кристофер Эммануэль «Мэнни» Балестреро
- Вера Майлз — Роуз Балестреро
- Энтони Куэйл — Фрэнк Д. О’Коннор
- Харольд Джей Стоун — лейтенант Бауэрс
- Чарльз Купер — детектив Мэтьюз
- Джон Хелдебранд — Томазини
- Эстер Минчотти — мама Балестреро
- Дорин Лэнг — Энн Джеймс
- Роберт Эссен — Грегори Балестреро
- Гарри Стэнтон — сотрудник отдела исправительных учреждений (в титрах не указан)

## Художественные особенности
«Не тот человек» — один из самых мрачных фильмов Альфреда Хичкока, во многом отличный от традиционной стилистики режиссёра.
Гнетущая атмосфера безысходности подчёркивается музыкой Бернарда Херрманна. Хичкок подробно описывает отдельные эпизоды повествования (эпизод сверки почерка, эпизоды в суде) изматывая зрителя и нагнетая атмосферу безнадёжности.
В фильме присутствуют нехарактерные для Хичкока христианские мотивы: чувство вины за ближнего, искупление, распятие на деревянных чётках, молитвы, иконы. Общее настроение картины можно назвать кафкианским.
В картине присутствуют многие элементы фильма-нуар. Развитие сюжета строится на обвинении в преступлении, главный герой одет в тёмный плащ и шляпу, всё действие происходит в подчёркнуто городских декорациях, присутствует мрачная, гнетущая атмосфера, оператор добивается контрастного изображения в тёмных тонах.

## Камео Альфреда Хичкока
Как и в большинстве своих фильмов, Хичкок планировал появиться в фильме камео в одной из сцен. Он даже снял сцену, в которой он стоял в клубе «Сток» неподалёку от места, где сидел Мэнни. Но позже вырезал её и снял пролог со своим участием. В нём звучит следующий монолог:

Я — Альфред Хичкок. Прежде я делал для вас разные триллеры. На этот раз я предлагаю вам посмотреть фильм другого типа. Его отличие состоит в том, что это невыдуманная история, где каждое слово правда. И всё же в нём есть вещи причудливее, чем в любом из триллеров, которые я снимал для вас раньше.